# Zoodrake
Zoodrake ist eine Synthpop-Gruppe aus Arnsberg im Sauerland.

## Geschichte
Gegründet wurde Zoodrake 2019 von Hilton Theissen (Gesang, Gitarre), der bereits durch seine Parallelprojekte Akanoid (Electro) und Dark Millennium (Death Metal) Bekanntheit erlangte.

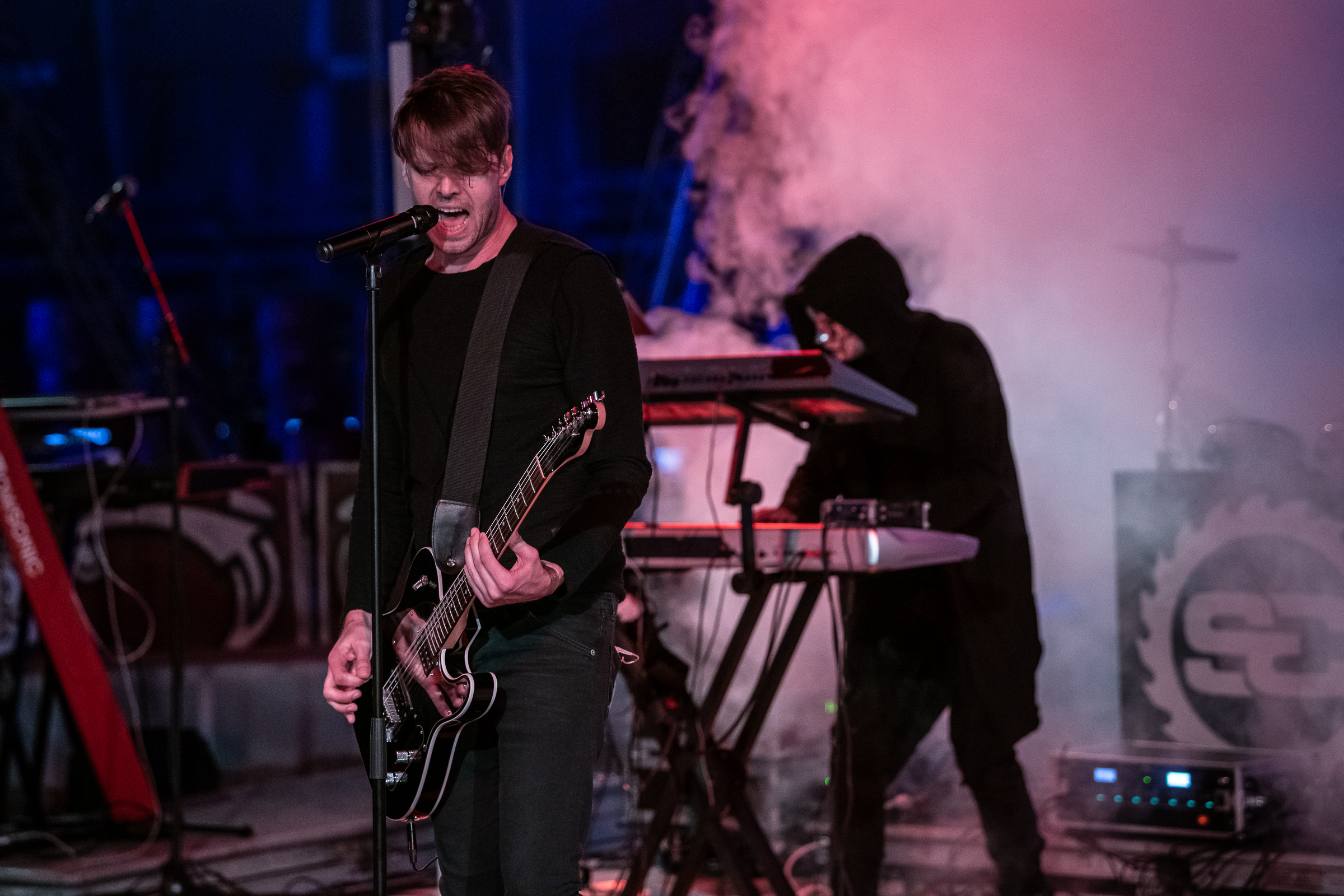
Zoodrake (2020)

Hervorgegangen ist Zoodrake aus dem deutsch-schwedisch-schweizerischen Vorgängerprojekt Seadrake. Hier kam es nach dem Release des Debütalbums Isola und Auftritten auf internationalen Festivals wie dem Wave-Gotik-Treffen und dem Subkult Festival in Schweden zu internen Schwierigkeiten und in Folge zur Trennung. Theissen gründete Zoodrake daraufhin, um den ursprünglich eingeschlagenen musikalischen Weg konsequent weiter zu verfolgen. Zoodrake arbeitet dabei mit den Labels Believe Digital für den digitalen und Echozone für den physischen Vertrieb zusammen.
Nach dem Release mehrerer Singles und Videoclips veröffentlichten Zoodrake ihr erstes Album unter dem Titel Purified im März 2020. Das Album erreichte Platz 2 in den Deutschen Alternative Charts (DAC) sowie ebenfalls Platz 2 in den German Electronic WebCharts (GEWC) und wurde innerhalb der Szene als „äußerst abwechslungsreiches“ Synthpop-Album „mit vielen rhythmisch-rockigen Passagen und Retro-Elementen“ sehr positiv aufgenommen.
2020 war in Folge der Albumveröffentlichung ein Auftritt auf dem Autumn Moon Festival in Hameln geplant, sowie eine Support Tour, jedoch musste beides aufgrund der durch die COVID-19-Pandemie bedingten Veranstaltungsverbote abgesagt werden. Im Zuge der Lockerung der Veranstaltungsbeschränkungen konnte im August 2020 jedoch ein gemeinsamer Auftritt mit Solitary Experiments im Rahmen der Konzertreihe Konzertsommer im Revier in Gelsenkirchen durchgeführt werden. Darüber hinaus sind Zoodrake auch für die aufgrund eines pandemiebedingten Hygienekonzepts nach Bremen verschobene Fan Edition des Autumn Moon Festivals im Oktober 2020 bestätigt.

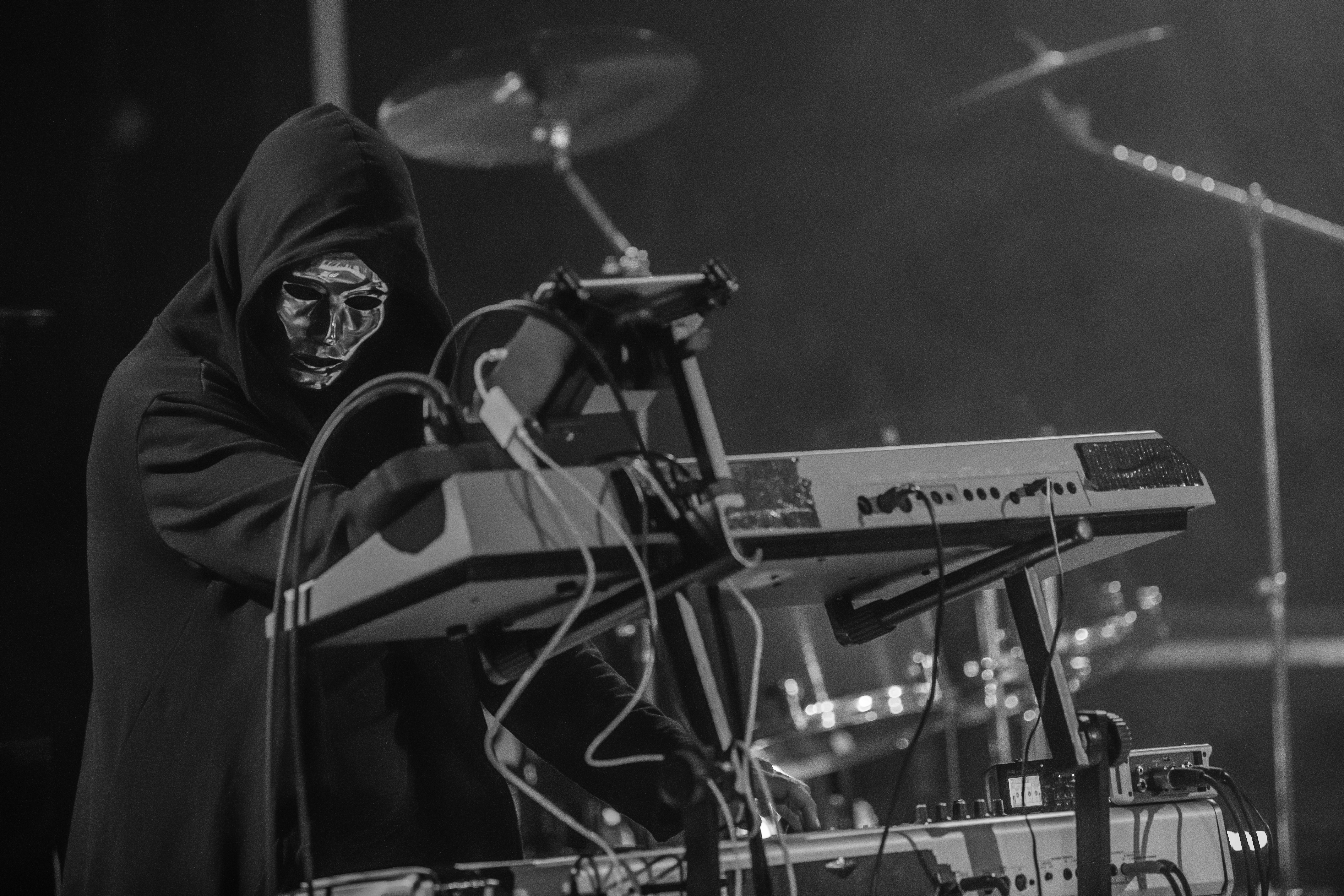
Silvveil von Zoodrake (2020)

## Besetzung
Der als Sänger und Gitarrist auftretende Hilton Theissen wird bei Livekonzerten sowie teilweise in Videoclips von einem zweiten Künstler unter dem Bühnennamen Silvveil unterstützt, der für Keyboard und Begleitgesang verantwortlich ist. Die Identität des mit einem Hoodie und hinter einer metallischen Gesichtsmaske auftretenden Silvveil ist jedoch nicht bekannt.

## Stil
Neben dem Synthesizer prägt den Klang von Zoodrake auch die deutliche Präsenz von E-Gitarren, woraus sich ein breites Spektrum kombinierbarer Synthpop- wie auch Rockelemente ergibt. Zoodrakes Musik folgt daher im Kern dem Stil der Electro-Schule der 1980er Jahre, arbeitet jedoch auch mit Einflüssen aus Wave und Future Pop sowie dem Retro Wave und dem Alternative Rock. Insofern setzt sich Zoodrake deutlich von den etablierteren Parallelprojekten Theissens ab, die ihre Wurzeln klar in Elektro/Goa sowie Death Metal haben. Theissen selbst gibt insbesondere auch Trent Reznor mit seiner Band Nine Inch Nails als musikalisches Vorbild an.

## Diskografie
Alben
- 2020: Purified (Echozone)
- 2021: Seven (Echozone)
- 2023: Torn from Core (Echozone)

Compilations
- 2025: Assence (Elektrofish Music Production), Vinyl only

Singles
- 2019: Sent to You (Elektrofish Music Production)
- 2019: Our Light (Elektrofish Music Production)
- 2020: Death Bloom (Elektrofish Music Production)
- 2020: Lasting (Elektrofish Music Production).
- 2021: Success of the Snake (Elektrofish Music Production)
- 2021: Nothing`s wrong (Elektrofish Music Production)
- 2021: Hit the Ground (Elektrofish Music Production)
- 2023: Black Out Day (Elektrofish Music Production)
- 2023: By your Side (Elektrofish Music Production)
- 2023: Broken Down (Elektrofish Music Production)
- 2025: Headradio (Elektrofish Music Production)
- 2025: Little Beetle (Elektrofish Music Production)
- 2025: Micro Psycho (Elektrofish Music Production)
- 2025: The Beast Beats (Elektrofish Music Production)
- 2025: Take my Money (Elektrofish Music Production)